# Корте Франка
Ко̀рте Фра̀нка (на италиански: Corte Franca, на източноломбардски: Còrt Franca, Корт Франка) е община в Северна Италия, провинция Бреша, регион Ломбардия. Разположена е на 220 m надморска височина. Населението на общината е 7168 души (към 2013 г.).
Административен център на общината е градче Тимолине, (Timoline).